# Tranvia Ferrara-Pontelagoscuro
La tranvia Ferrara–Pontelagoscuro era una tranvia extraurbana a scartamento metrico e a trazione elettrica della lunghezza di 6,8 km che collegava Ferrara al suo porto fluviale sul Po; fu dismessa nel 1939.

## Storia

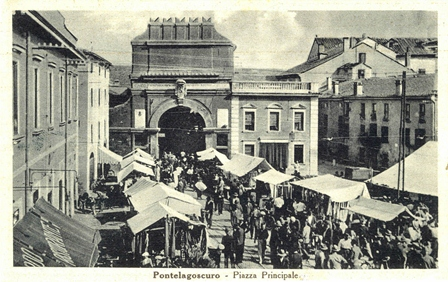
Pontelagoscuro, mercato di piazza Erbe: si notano i binari del tram

Il progetto della breve linea nacque insieme a quello della rete urbana di Ferrara le cui origini datano agli ultimi anni del XIX secolo ma per l'inizio dei lavori si dovette attendere il 1911. L'inaugurazione della linea ebbe luogo Il 25 marzo 1912.
Con Decreto luogotenenziale n. 1798 del 4 ottobre 1917, la Società Anonima Ferrarese Trazione Forza e Luce (TFL), partecipata dalla SADE, che gestiva la fornitura cittadina di elettricità ed era nel frattempo subentrata nell'esercizio della rete urbana, fu approvata la convenzione con questa stipulata il 7 settembre del medesimo anno per la concessione, senza sussidio governativo, della costruzione e dell'esercizio "della tranvia extraurbana a trazione elettrica da Ferrara a Pontelagoscuro".
Alla fine degli anni trenta la società accusava un deficit elevato anche a causa dello scorporo dei due settori "trasporti" e "luce" e dalla scarsa affluenza di passeggeri; nel 1935 fu soppressa prima linea urbana ma la situazione ben presto degenerò portando al fallimento della società, che nel 1937 venne posta in liquidazione continuando l'esercizio provvisorio fino al 1938, quando cessò definitivamente quello interno alla città; con regio decreto n. 41075 del 1º dicembre 1938, la TFL decadde dalla concessione della linea per Pontelagoscuro.
Questa venne esercita successivamente dalla Società Trasporti Urbani di Milano fino al 31 marzo 1939 quando avvenne la sua definitiva soppressione.

## Caratteristiche
La tranvia venne armata con rotaie Phoenix per il tratto iniziale urbano di poco più di un chilometro e con rotaie Vignoles da 27,6 kg/m per la restante tratta. Lo scartamento adottato era quello metrico, l'alimentazione elettrica a corrente continua era la stessa della tratta urbana, a 600 volt.
la lunghezza totale era di 6,792 km, con raggio minimo di curvatura pari a 34 metri e pendenze massime del 19 per mille.

### Percorso
|  | Continuation backward |

| Transverse water | Unknown route-map component "hKRZWae" | Transverse water |

| Unknown route-map component "uexKBHFa" | Unknown route-map component "exKRW+l" | Unknown route-map component "eKRWgr" |  |  |

| Unknown route-map component "uexHST" | Unknown route-map component "exBHF" | Straight track |  |  |

| Unused straight waterway | Unknown route-map component "exSTR" | Station on track |  |  |

| Unknown route-map component "uexHST" | Unknown route-map component "exSTR" | Straight track |  |  |

| Unknown route-map component "uexHST" | Unknown route-map component "exSTR" | Straight track |  |  |

| Unused straight waterway | Unknown route-map component "exSTRl" | Unknown route-map component "eABZg+lr" | Unknown route-map component "exCONTfq" |  |

| Unknown route-map component "uexSTRl" | Unused transverse waterway | Unknown route-map component "emKRZo" | Unknown route-map component "uexHSTq" | Unknown route-map component "uexSTR+r" |

|  |  | Straight track |  | Unknown route-map component "uexKBHFe" |

|  | Continuation forward |

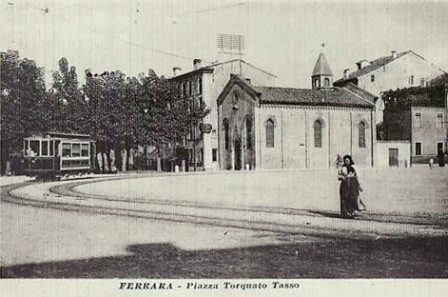
Ferrara, piazza Torquato Tasso con una vettura urbana

Il capolinea settentrionale della linea sorgeva in piazza Erbe di fronte all'imbocco della via Coperta, centro nevralgico dell'antica Pontelagoscuro che fu rasa al suolo dai bombardamenti avvenuti durante la seconda guerra mondiale; la successiva ricostruzione stravolse completamente la fisionomia del luogo che si trovava in corrispondenza dell'attuale via dell'Isola Bianca.
Da qui il binario seguiva il canale Panfilio, che scorreva a fianco dell'attuale via Venezia, immettendosi poi sul tracciato della strada statale 16 Adriatica (via Padova) dopo aver osservato una fermata all'altezza della stazione ferroviaria che esisteva sul percorso poi abbandonato in seguito ad una rettifica di tracciato.
Le successive fermate erano in località La Botte, così denominata per la presenza di un'opera idraulica di scavalcamento del canale Bianco ad opera del canale Boicelli, e presso lo storico locale Caffè del Doro, nell'omonimo quartiere ferrarese, quasi alla confluenza fra via Padova e viale Po.
La tranvia raggiungeva il centro storico di Ferrara con la fermata Barriera Giardini davanti a Porta Po, in corrispondenza dello sbocco di viale Cavour, che veniva percorso fino all'altezza del Castello Estense, per poi effettuare capolinea in piazza delle Erbe, in seguito sarebbe stata rinominata piazza Trento e Trieste. L'originario capolinea di piazza Torquato Tasso fu spostato nella sua sede definitiva nel 1917.

## Materiale rotabile
Per l'esercizio vennero acquistati quattro tram elettrici a due assi di costruzione MAN/CGE con altrettanti rimorchi, immatricolati 31÷34 e analoghi a quelli in uso sulla rete urbana dai quali differivano per la maggiore lunghezza rivelata da quattro finestrini lungo le fiancate, in luogo di tre. Contestualmente la TFL si dotò di due carri a sponde basse per il trasporto merci.